# 목포조각공원
목포조각공원은 전라남도 목포시 유달산 자락에 위치한 야외조각공원으로서 대한민국에서는 1982년 10월 문을 연 최초의 야외조각공원이다. 처음 문을 열 때부터 목포조각공원의 작품은 임대 내지 영구보존의 계약 형식으로 작품 진행을 이어왔다.
조각공원 내에는 기존에 위치하던 관음사 건물을 두었으며 관음사 절당이 아직도 남아있다. 야외음악당과 분수, 휴게소가 있어 등산로와 조화를 이룬다.
2008년 5월부터 3개월 동안 작품 교체 공사로 임시 폐원했다가 2008 목포해양문화축제를 기념하는 의미에서 개장했다. 이번에 선보인 조각작품의 주제는 자연과 문화 조각이라는 주제와 바다라는 부제 아래 국내외 조각가 작품이 선정됐으며 2009년까지 외국 작가 작품 7점이 추가로 설치될 예정이다.